# Marek Emiliusz Lepidus (konsul 6)
Marek Emiliusz Lepidus (Marcus Aemilius Lepidus) – polityk rzymski pochodzący z jednej z najstarszych rodzin patrycjuszowskich Emiliuszy, związany rodzinnie z dynastią julijsko-klaudyjską. Syn Kornelii – przyrodniej siostry Julii, córki cesarza Augusta, poprzez brata Lucjusza, szwagier wnuczki cesarza Augusta – Julii Agrypiny, teść Druzusa III, syna Germanika. W przeciwieństwie do brata nie brał udziału w kosnspiracjach przeciw cesarzowi, ale pozostawał cały czas z nim w bliskich i żywych stosunkach.
Sprawował urząd konsula w 6 r.n.e. W latach 6-9 r. wziął udział w wojnie iliryjskiej pod dowództwem przyszłego cesarza Tyberiusza w Panonii i Dalmacji. Tyberiusz powierzył mu dowództwo armii odprowadzonej na leże zimowe do Siscji (dzisiejszy Sisak). Z początkiem lata 9 roku przyprowadził z powrotem wojska gromiąc po drodze nieprzyjaciół. Za te sukcesy został nagrodzony odznakami triumfalnymi (ornamenta triumphalia).
Wykazał się też lojalnością i skutecznością w utrzymywaniu ładu w czasie zarządzania prowincją Hiszpanią.
Powszechny szacunek i wpływy zachował również w czasie panowania podejrzliwego cesarza Tyberiusza. Bronił w czasie procesu Pizona oskarżonego o otrucie Germanika. W 21 r. cesarz Tyberiusz oferował mu namiestnictwo prowincji Afryka, lecz odmówił ze względu na stan zdrowia. W 22 r. dokonał renowacji Bazyliki Aemilii
W 26 r. został wyznaczony namiestnikiem prowincji Azja. Zmarł w 33 r. Tacyt określił go jako mądrego i szanowanego senatora, potrafiącego zachować niezależność.

## Wywód przodków
| 4. Lucjusz Emiliusz Paulus, konsul 50 p.n.e.                      |  |                                              |  |  |                           |
|                                                                   |  | 2. Paulus Emiliusz Lepidus, cenzor 22 p.n.e. |  |  |                           |
| 5. NN                                                             |  |                                              |  |  |                           |
|                                                                   |  |                                              |  |  | 1. Marek Emiliusz Lepidus |
| 6. Publiusz Korneliusz Scipion Pomponia Salwito, konsul 35 p.n.e. |  |                                              |  |  |                           |
|                                                                   |  | 3. Kornelia                                  |  |  |                           |
| 7. Skrybonia                                                      |  |                                              |  |  |                           |
|                                                                   |  |                                              |  |  |                           |

## Potomkowie
- Marek Emiliusz Lepidus (w rzeczywistości bratanek, adoptowany?)
- Emilia Lepida